# Željeznička pruga Brčko – Banovići
Željeznička pruga Brčko – Banovići je pruga u sjevernoj Bosni dužine 92 kilometara. Pruga je nastala kao rezultat prve omladinske radne akcije u Jugoslaviji. Na njenoj izgradnji radilo je 62.268 omladinaca iz cijele Jugoslavije i više od 1.000 brigadira iz inozemstva. Iako je omladina dominirala u izgradnji pruge, daleko od toga da se radilo o dobrovoljnoj akciji. Većina (ne svi) nije smjela odbiti poziv.  Partijske organizacije organizovale su spiskove i obezbjedili više od 120 000 imena, od kojih je odabrano nesto malo više od 60 000. Takođe, procjena je da je oko 1500 ratnih zarobljenika upotrijebljeno za izgradnju.

## Povijest
Ideja o izgradnji željezničke pruge koja bi spajala bogata nalazišta ugljena banovićkog bazena s glavnim prometnicama, a preko njih i s udaljenim potrošačkim centrima postojala je još i prije Drugog svjetskog rata. Po završetku rata još u periodu obnove Jugoslavije od ratnih razaranja, prije početka planske izgradnje socijalističke privrede, ovo je bio jedan od prvih velikih investicijskih projekata.
Za budući petogodišnji plan u slobodnoj Jugoslaviji bilo je prijeko potrebno osigurati solidnu sirovinsku bazu. Bogate naslage banovićkog ugljena, za jugoslovenske prilike relativno visokokaloričnog, s vrlo pogodnim uslovima eksploatacij potakle su najviše rukovodeće organe privrede da još početkom 1946. godine odluče da se tijekom te godine započne izgradnja ove pruge. Bilo je predviđeno i isplanirano sagraditi prugu za sedam mjeseci. Taj zadatak bio je završen u rekordno kratkom vremenu.
Sredinom ožujka 1946. godine građevinsko odjeljenje tadašnjeg ministarstva prometa dobilo je nalog za izvođenje pripremnih radova. Elaborat o izgradnji bio je gotov za nepunih mjesec dana. Na dan 1. travnja počele su pripreme i taj datum je dan početka omladinskih radnih akcija. 1. svibnja prve omladinske radne brigade otvorile su radove na pruzi Brčko – Banovići dugoj 92 km. Tijekom izgradnje pruge iskopano je 1.361.680 km² zemlje i 134.460 km² kamena. Izgrađena su tri tunela u dužini 667 m i 22 mosta ukupne dužine 455 m. 
Osim što je ta pruga osiguravala opskrbu ugljenom velikih gradova u dolini Save, bila je značajna i radi opskrbe hranom izgladnjele i razorene sjeveroistočne Bosne.
Zbog silne žurbe neke dionice su izgrađene nekvaliteno, primjerice usjeci koji su se urušili, pa se poslije otvorenja saniralo u tišini.
U barakama omladinaca je izbila i velika epidemija tifusa.
Partijske ćelije, koje su djelovale na gradilištu pruge, redovito su izvještavale Glavni štab omladinskih brigada o problemima na izgradnji, ali su sve takve informacije brižljivo čuvane od javnosti.
U jednom izvještaju partijske organizacije na pruzi Brčko – Banovići vidi se da je život omladinaca bio dosta težak. Hrana se sastojala od graha ili makarona, zdravstveno stanje bilo je takvo “da ima svakodnevno mnogo bolesnih“, u “jurnjavi za kubaturom” dolazilo je do mnogo povreda, a bilo je i smrtnih slučajeva.
Na jednoj sekciji pruge Brčko – Banovići smrtno je stradalo pet omladinaca, a dvadeset ih je bilo teško povrijeđeno, od kojih su neki ostali invalidi. U jednom od partijskih izvještaja s gradnje pruge Šamac – Sarajevo izvještava se da je briga o omladini nedovoljna, da se negdje radilo i po deset sati, omladinci su vukli vreće cementa od po pedeset kilograma, a zbog kašnjenja nadzornika gradilišta, omladina je često bila prisiljena raditi prekovremeno.
U izvještaju doslovno piše: “Mi ne čuvamo omladinu nego je iscrpljujemo.”
Ovakvi i slični podaci pretresani su na partijskim konferencijama na gradilištu, članovi štabova i komandiri brigada pozivani su na odgovornost, ali javnost o tome nikada nije bila informirana. Posjete novinara bile su dopuštene samo na određenim sekcijama pruge, kako među domaću, ali i međunarodnu javnost ne bi mogle procuriti vijesti i slike koje su pokazivale omladinske radne akcije u drugačijem svjetlu od onog u kojem su ga predstavljale državne vlasti.* (https://stav.ba/vijest/kako-je-zaista-gradena-pruga-brcko-banovici/21405) 
Prvi vlak ovom prugom prošao je 7. studenog 1946. godine.
Miroslav Krleža je rekao:„Nije ovo prva pruga na svijetu sigurno, ali je prva koju su izgradila djeca“.
1. ↑  Kako je, zaista, građena pruga Brčko-Banovići. stav.ba (engleski). Pristupljeno 30. srpnja 2025.
2. ↑  Kako je, zaista, građena pruga Brčko-Banovići. stav.ba (engleski). Pristupljeno 30. srpnja 2025.